# Epsilon Carinae
Epsilon Carinae (Avior, 89 Carinae) é uma estrela binária na direção da constelação de Carina. Possui uma ascensão reta de 08h 22m 30.86s e uma declinação de −59° 30′ 34.3″. Sua magnitude aparente é igual a 1.86. Considerando sua distância de 632 anos-luz em relação à Terra, sua magnitude absoluta é igual a −4.58. Pertence à classe espectral K3III+B2V. É possívelmente um sistema binário eclipsante.
Nos antepassados, Avior era considerada uma estrela que abrigava aquelas pessoas amadas que já faleceram.